# Arvid

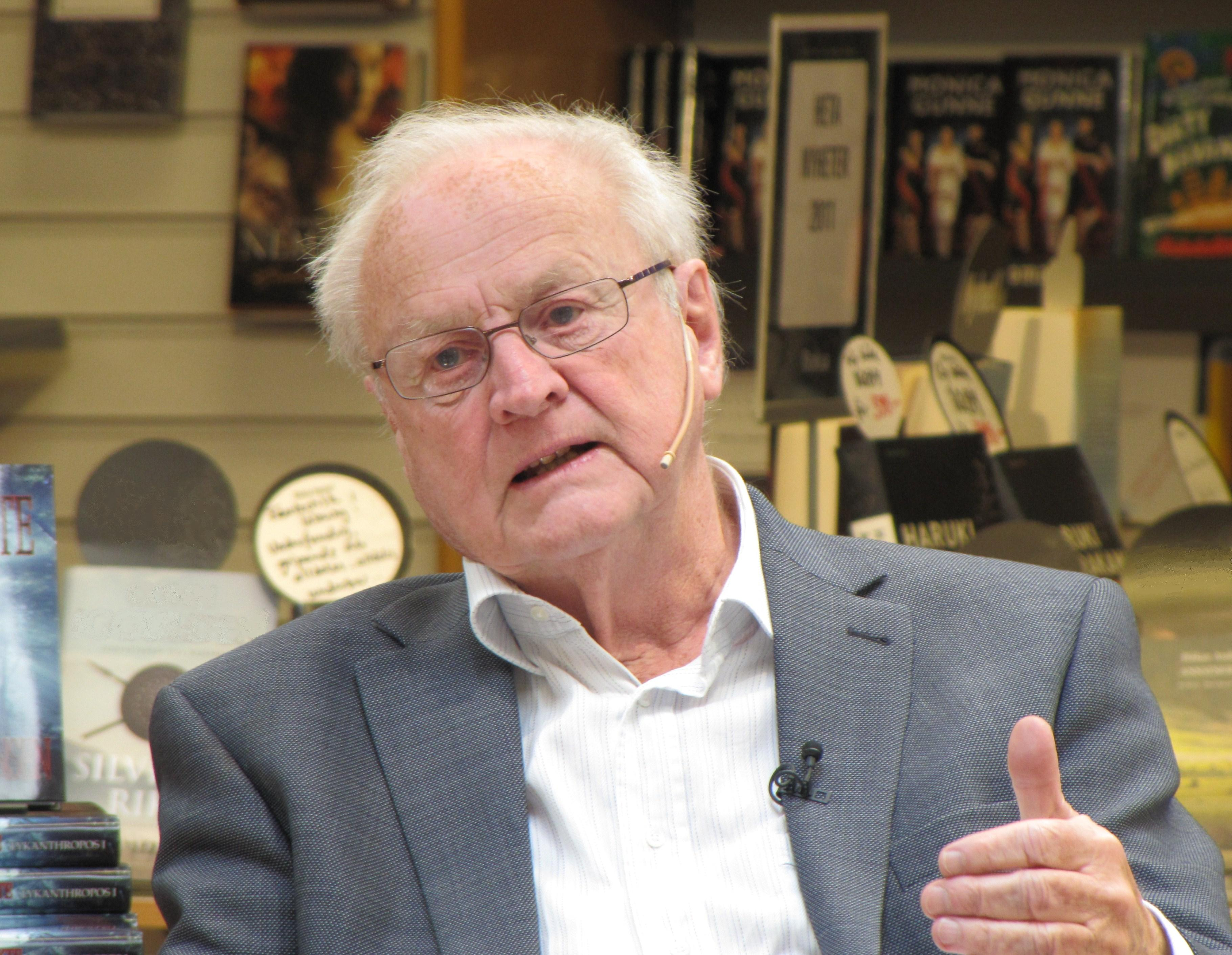
Arvid Carlsson, 2011.

Arvid eller Arnvid är ett mansnamn som kommer av det fornnordiska Arnviðr, som är sammansatt av ord med betydelserna 'örn' och 'skog'. En sidoform är Arved. 
Detta är ett namn som är vanligast bland de äldsta och de yngsta. Den 31 december 2014 fanns det totalt 24 172 personer i Sverige med namnet, varav 11 744 med det som tilltalsnamn. År 2014 fick 540 pojkar Arvid och 11 pojkar Arwid som tilltalsnamn vilket gjorde det till det 18:e populäraste namnet det året.
Namnsdag: i Sverige 31 augusti. I den finlandssvenska namnsdagslängden har Arvid namnsdag 31 augusti sedan starten 1929, då en egen namnsdagskalender togs i bruk för finlandssvenskar.

## Personer med förnamnet Arvid
- Arvid August Afzelius, svensk hovpredikant, psalmförfattare och folklivsforskare
- Arvid Andersson (atlet)
- Arvid Andersson (gymnast), OS-guld i truppgymnastik 1920
- Arvid Andersson, svensk tyngdlyftare, bragdmedaljör
- Arvid Carlsson, svensk medicinsk forskare och nobelpristagare
- Arvid Fredborg, svensk författare och publicist
- Arvid Hanssen, norsk författare
- Jan Arvid Hellström, svensk biskop och hymnolog
- Arvid Holmberg (1884–1962), svensk militär
- Arvid Holmberg  (1886–1958), svensk gymnast och affärsman
- Arvid Horn, svensk militär och statsman
- Arvid Järnefelt, finlandssvensk författare
- Arvid Knöppel (skytt), bryggare, sportskytt, författare, OS-guld i lag 1908
- Arvid Pedersson Kåse, svensk frälseman, hövitsman hos kung Gustav Vasa och väpnare
- Arvid Lagercrantz, svensk radioman och författare
- Arvid Lundberg, svensk ishockeyspelare
- Arvid Mörne, finlandssvensk författare
- Arvid Nordquist, svensk handlare, grundare av och VD för Arvid Nordquist H.A.B
- Arvid Runestam, svensk biskop
- Arvid Thorberg, svensk LO-ordförande 1920-1930
- Arvid Wallman, svensk simhoppare, OS-guld 1920
- Arvid Wittenberg, fältmarskalk
- Felix Arvid Ulf Kjellberg, youtubare aka Pewdiepie

## Svenska statsministrar
- Arvid Posse, jurist, ämbetsman och företagare
- Arvid Lindman, militär. ämbetsman och företagsledare

## Fiktiva personer med förnamnet Arvid
- Arvid, en karaktär i Wilhelm Mobergs Utvandrarsvit.
- Arvid Falk, huvudperson och författarens alter ego i August Strindbergs roman Röda rummet från 1879
- Arvid Stjärnblom, huvudperson i Hjalmar Söderbergs roman Den allvarsamma leken